# Schenker Storen
Schenker Storen AG ist ein Storenhersteller (Schweizer Wort für Rollladen- oder Jalousienhersteller), der in der Schweiz marktführend ist. Das Unternehmen beschäftigt heute an 34 Standorten in der Schweiz, Deutschland und Frankreich, 1500 Mitarbeitern, wovon 40 Lernende, und erwirtschaftet einen jährlichen Umsatz von rund ca. 300 Millionen Schweizer Franken.

## Geschichte
Im Jahre 1881 gründete Emil Schenker das Unternehmen. Der erste Hauptsitz von Schenker Storen war in der Schmiedengasse in Schönenwerd. Dort produzierte Emil Schenker Storen und begann gleich mit der Serienherstellung. Die Storen von Schenker wurden am 9. April 1895 patentiert. Um 1900 wurde an der Schulstrasse in Schönenwerd eine erste Fabrik gebaut. Dank starkem Wachstum auch in wirtschaftlich schwierigen Zeiten entstand die Schenker Storen AG. Schenker Storen produziert heute am Stammsitz in Schönenwerd Lamellenstoren und Rollladen, im Werk im französischen Thanvillé werden Stoff- und Sonnenstoren (Markisen) gefertigt. 
2011 erwarb Schenker Storen den deutschen Fenster- und Schiebeladenhersteller EHRET GmbH aus Mahlberg. EHRET GmbH wurde 1968 gegründet, produziert Sonnen- und Wetterschutzsysteme aus Aluminium und ist mit über 370 Mitarbeitern in Europa tätig. Zur Produktpalette gehören Klappläden, Schiebeläden sowie Faltschiebeläden.